# Бельмонтский доклад
Бельмонтский доклад (англ. Belmont Report) представляет собой этические принципы и руководства для защиты людей в качестве субъектов в исследованиях. Доклад подготовлен Национальной комиссией по защите людей в качестве объектов биомедицинских и поведенческих исследований.
Доклад был выпущен 30 сентября 1978 года  и опубликован в Федеральном регистре 18 апреля 1979 года. Доклад получил название от конференц-центра «Бельмонт», где документ был частично составлен.
Конференц-центр «Бельмонт», ранее входивший в состав Смитсоновского института, находится в городе Элкридж, штат Мэриленд, в 10 милях к югу от Балтимора. До конца 2010 года находился в ведении Общественного колледжа Колумбии .
В Бельмонтском докладе обобщены этические принципы и рекомендации для исследований, в которых в качестве субъектов участвуют люди.
Три основных принципа:
- уважение к личности;
- благополучие участников;
- справедливость.

Три основных рекомендации:
- составление информированного согласия;
- проведение оценки рисков и преимуществ;
- выбор субъектов.

## История
Бельмонтский доклад был написан Национальной комиссией по защите людей, являющихся субъектами биомедицинских и поведенческих исследований . Необходимость в таком документе возникла после проблем в исследованиях сифилиса в Таскиги (1932–1972 гг.). Он был основан на данных Национальной комиссии по защите людей, являющихся субъектами биомедицинских и поведенческих исследований (1974–1978 гг.). Министерство здравоохранения, образования и социального обеспечения  пересмотрело и расширило свои правила в своде федеральных нормативных актов по защите людей (глава 45 («Общественное благосостояние») часть 46 («Защита людей»))  в конце 1970-х — начале 1980-х годов. Отчет комиссии «Этические принципы и рекомендации по защите людей, являющихся субъектами исследований» был выпущен в 1978 г., опубликован в Федеральном реестре в 1979 г. Бельмонтский доклад — одна из ведущих работ, посвященных исследованиям в области этики и здравоохранения, позволяющая защищать участников клинических испытаний и научных исследований .
Выделяется три фундаментальных этических принципа использования людей в качестве субъектов исследований.
1. Уважение к личности: защита автономии всех людей и обращение с ними вежливо, с уважением и с получением информированного согласия. Исследователи должны быть правдивыми.
2. Благополучие участников: философия «не навреди» при максимальной пользе для исследовательского проекта и минимизации рисков для субъектов исследования.
3. Справедливость: обеспечение справедливого управления разумными, неэксплуататорскими и хорошо продуманными процедурами — справедливого распределения затрат и выгод между потенциальными участниками исследования в равной степени.

Эти принципы являются базовыми в правилах защиты человека Министерства здравоохранения и социальных служб США.
Сегодня Бельмонтский доклад остается важным справочным материалом для институциональных наблюдательных советов, которые рассматривают предложения об исследованиях на людях, проводимых или поддерживаемых Министерством здравоохранения и социальных служб США, чтобы гарантировать, что исследование соответствует этическим правилам.
Применение этих принципов для проведения исследований требует тщательного рассмотрения
– информированного согласия;
– оценки рисков и выгод;
– выбора объектов исследования.
Дженнифер Симс в статье «Краткий обзор Бельмонтского доклада» изложила семь основных обязанностей медсестер для обеспечения соблюдения прав участников.
1. Убедитесь, что исследование одобрено Институциональным наблюдательным советом (IRB).
2. Получите информированное согласие от пациента.
3. Убедитесь, что пациент полностью понимает суть эксперимента, а если нет, то свяжитесь с координатором исследования.
4. Убедитесь, что пациента не принуждали к проведению эксперимента с помощью угроз или издевательств.
5. Учитывайте все возможные эффекты клинического исследования, которые не были упомянуты, и сообщите об этом соответствующему координатору исследования.
6. Поддерживайте конфиденциальность личности пациента, его мотивацию присоединиться к эксперименту или отказаться от него.
7. Убедитесь, что все пациенты получают хотя бы минимальный уход, необходимый для их состояния [3].

Исследователи должны делиться данными независимо от того, какие результаты были получены — хорошие или плохие. Если человек не хочет участвовать в клиническом исследовании, но хотел бы получить лечение, ему нельзя отказать. К нему следует относиться с таким же вниманием, как и к участникам исследования .

## Содержание
Бельмонтский доклад состоит из трех пунктов:
1) границы между практикой и исследованиями;
2) основные этические принципы;
3) применение.

### Границы между практикой и исследованиями
В этом пункте устанавливаются различия между биомедицинскими и поведенческими исследованиями. При этом разные области исследований требуют разных мер защиты участников.
Различия между «практикой» и «исследованием» таковы: практика имеет дело с улучшением благополучия человека или группы, а исследование проверяет теорию и потенциально имеет не всегда предсказуемый конец. Из этих различий следует, что условия исследования нужно пересматривать для защиты тех, кто в нем участвует.

### Основные этические принципы
Этот пункт охватывает три этических принципа: уважение к личности, благополучие (beneficence) участников и справедливость.

#### Уважение к личности
Этот этический принцип описывает человека как автономную единицу и утверждает, что автономная единица — это человек, способный рассуждать о своих личных целях и руководствоваться этим рассуждением. Этот принцип признает, что, хотя большинство людей способны принимать решения, некоторые группы людей нуждаются в большей защите. Некоторые люди теряют способность к самоопределению из-за болезни, психических отклонений или других обстоятельств. Детям и вышеупомянутым группам должна быть предоставлена защита, до тех пор пока личность не станет способной к самоопределению. Меры защиты варьируются в зависимости от степени понимания и свободного участия в исследовании для исключения причинения ему вреда.

#### Благополучие участников
Этот принцип подчеркивает максимизацию выгод и минимизацию потенциального вреда. Особенно для участников, нуждающихся в дополнительной защите, исходя из принципа уважения к личности. Научных исследователей призывают учитывать непосредственные и долгосрочные последствия своих исследований.

#### Справедливость
Этот принцип касается распределения выгод и обязанностей в исследованиях. Он выдвигает пять основ для распределения. Это основа:
1) равной доли;
2) потребностей;
3) индивидуальных усилий;
4) общественного вклада;
5) заслуг.
Этот принцип описывает обстоятельства исследования сифилиса в Таскиги и объясняет важность признания участников и возможные преимущества исследования. В нем также упоминается эксплуатация заключенных в качестве участников исследований в нацистских концентрационных лагерях.

### Приложения
Этот пункт содержит три части: информированное согласие, оценка риска и пользы, выбор субъектов.

#### Информированное согласие
Этот раздел состоит из трех частей: информация, понимание и добровольность.
1. Информация: обеспечение того, чтобы участникам была предоставлена вся необходимая информация в понятной и доступной форме.
2. Понимание: участники должны быть способны понять информацию. Если это не так, то третья сторона, отвечающая за их безопасность (часть защиты Основных этических принципов, раздел «Благополучие участников»), должна получить информацию об исследовании и представить ее в понятной форме.
3. Добровольность: участники не должны подвергаться неоправданному давлению с целью участия в исследовании. Это может включать принуждение, неправомерное влияние путем чрезмерного или несоответствующего вознаграждения, влияние со стороны близкого родственника, угрозу отказа от медицинских услуг и другие аналогичные ситуации. Люди должны принимать решение об участии, не подвергаясь давлению со стороны каких-либо необоснованных источников.

#### Оценка рисков и выгод
Следует правильно оценить преобладание пользы над рисками. Соотношение риска и пользы должно быть сбалансировано.

#### Выбор субъектов исследования
При этом выборе должны соблюдаться два принципа:
1) индивидуальная справедливость;
2) социальная справедливость;
Затраты и выгоды распределяются поровну вне зависимости от достоинства, способностей и достатка человека.

## Текущая ситуация
В 1991 году 14 федеральных департаментов и агентств присоединились к Министерству здравоохранения и социальных служб США, приняв единый набор правил для защиты людей, идентичных подразделу «A» главы 45 части 46 Свода федеральных нормативных актов по защите людей. Этот единый набор правил является федеральной политикой защиты прав человека, неофициально известной как «Общее правило». В рамках Министерства здравоохранения и социальных служб США также было создано Управление по защите прав субъектов исследований (Office for Human Research Protections, OHRP) .
Сегодня Бельмонтский доклад выступает историческим документом и обеспечивает моральную основу для понимания правил участия людей в экспериментальных исследованиях в Соединенных Штатах.
Кроме того, «Пересмотренное общее правило», выпущенное 19 января 2017 г. и вступившее в силу 21 января 2019 г., включало два изменения, в соответствии с которыми Бельмонтский доклад стал частью федеральной политики защиты прав человека.
Во-первых, пункт об отказе от прав главы департамента/агентства, который ранее позволял главам федеральных департаментов или агентств отказываться от части или всего «Общего правила» без ограничений, теперь ограничивается рамками Бельмонтского доклада. В «Пересмотренном общем правиле» четко говорится: «Если иное не требуется по закону, руководители департаментов или агентств могут отказаться от применения некоторых или всех положений настоящей политики к конкретным исследовательским видам деятельности или видам исследовательской деятельности, в ином случае подпадающим под действие настоящей политики, при условии, что альтернатива процедур, которым необходимо следовать, соответствует принципам Бельмонтского доклада» [Пересмотренное общее правило в 45 CFR 46.101(i)].
Во-вторых, положение об определениях глав департаментов/агентств, которое ранее наделяло глав департаментов/агентств полномочиями и дискреционными полномочиями решать, квалифицируется ли деятельность как исследования на человеке, подпадающие под действие федеральной политики, теперь требует, чтобы «это суждение [определение] было осуществлено в соответствии с этическими принципами Бельмонтского доклада» [Пересмотренное общее правило в 45 CFR 46.101(c)].

### Психология
В области психологии Бельмонтский доклад был значительно дополнен, если не полностью заменен, Этическими принципами психологов и Кодексом поведения Американской психологической ассоциации (American Psychological Association, APA). Руководящие принципы APA включают основы Бельмонтского доклада, а также расширяют и укрепляют эти установленные принципы . APA детализирует их дальше и расширяет три первоначальных принципа до пяти: 1) благополучие участников; 2) уважение к людям; 3) справедливость — с добавлением пунктов 4) обязательства и ответственность, а также 5) честность.
Принцип верности и ответственности гарантирует, что исследователи осознают свои обязательства и несут ответственность за исследование и его возможные последствия.
Принцип добросовестности превращает эту концепцию в честность и точность во всех профессиональных психологических усилиях.
Поскольку этическая практика постоянно развивается, часто пересматриваемые рекомендации APA в некоторых областях заменили практическое использование Бельмонтского доклада. Доклад служит скорее основанием для постоянно растущей бережности и внимания к этическим практикам, используемым в психологических экспериментах.
Еще одна область, в которой рекомендации APA выходят за рамки Бельмонтского доклада — это установление стандартов. APA устанавливает стандарты для всех авторитетных членов психологического сообщества (особенно для самих членов APA), нарушение которых может привести к прекращению действия профессиональной лицензии или членства.
Один из наиболее важных стандартов, подробно описанных в руководстве APA, требует введения институционального наблюдательного совета (Institutional Review Board, IRB), который служит той же цели, что и в Бельмонтском докладе. IRB отвечает за интерпретацию установленных принципов и обеспечение этичности исследований, проводимых на людях.
Руководящие принципы APA превратились в более современный подход к этике в исследованиях и часто обновляются (с почти девятью редакциями с момента первоначальной публикации), опираясь на основу Бельмонтского доклада по мере поступления новой информации и изменения мнения и общественного признания. Хотя Бельмонтский доклад после публикации был полезным первым шагом к обеспечению этической практики, сегодня он служит напоминанием о постоянно меняющихся моральных принципах в психологии.

## Критика
В исследовании, проведенном Нэнси Шор, исследователи из сообществ были опрошены на предмет интерпретации и критики Бельмонтского доклада. Опрошенные выразили озабоченность по поводу этических принципов и интерпретаций Бельмонтского доклада, как универсальных для всех, и призвали исследователей сопротивляться тенденции систематически полагаться на эти принципы . Утверждается, что этический анализ следует расширить, чтобы принять во внимание более подходящие факторы — культурные, гендерные, этнические и географические .
Споры об этике и правилах исследований с участием людей продолжаются из-за расхождений в интерпретации и приоритете основных этических принципов Бельмонтского доклада: уважение к людям, благополучие участников и справедливость. Примечательно, что в Бельмонтском докладе не указывается, как следует оценивать или расставлять эти приоритеты. По словам Альберта Р. Йонсена, члена Национальной комиссии, составившей отчет, «институциональному наблюдательному совету поручено взвесить эти принципы и решить, как их следует применять».
Вопросы становятся спорными, когда решается, следует ли интерпретировать принципы как более или менее весомые в зависимости от конкретных обстоятельств рассматриваемого исследования; следует ли рассматривать принципы как обязательство, которое общество должно взять на себя от имени своих членов , или их следует рассматривать в качестве отдающих абсолютный приоритет уважению автономии личности над общим благом общества .